# 拉布拉多犬
拉布拉多尋回犬，簡稱拉布拉多犬，是一種起源於加拿大紐芬蘭與拉布拉多省的中大型寻回犬，因为智商高且個性溫和、活潑、攻擊性低，非常適合被選作宠物犬、導盲犬或其他工作犬，與金毛尋回犬、哈士奇並列三大低攻擊性犬种。在1991年至2022年間，根據歷年犬隻登記數，拉布拉多犬是美國畜犬俱樂部統計美國最受歡迎犬種，也是2011年世紀畜犬聯盟成員國統計的最受歡迎犬種。

## 外形

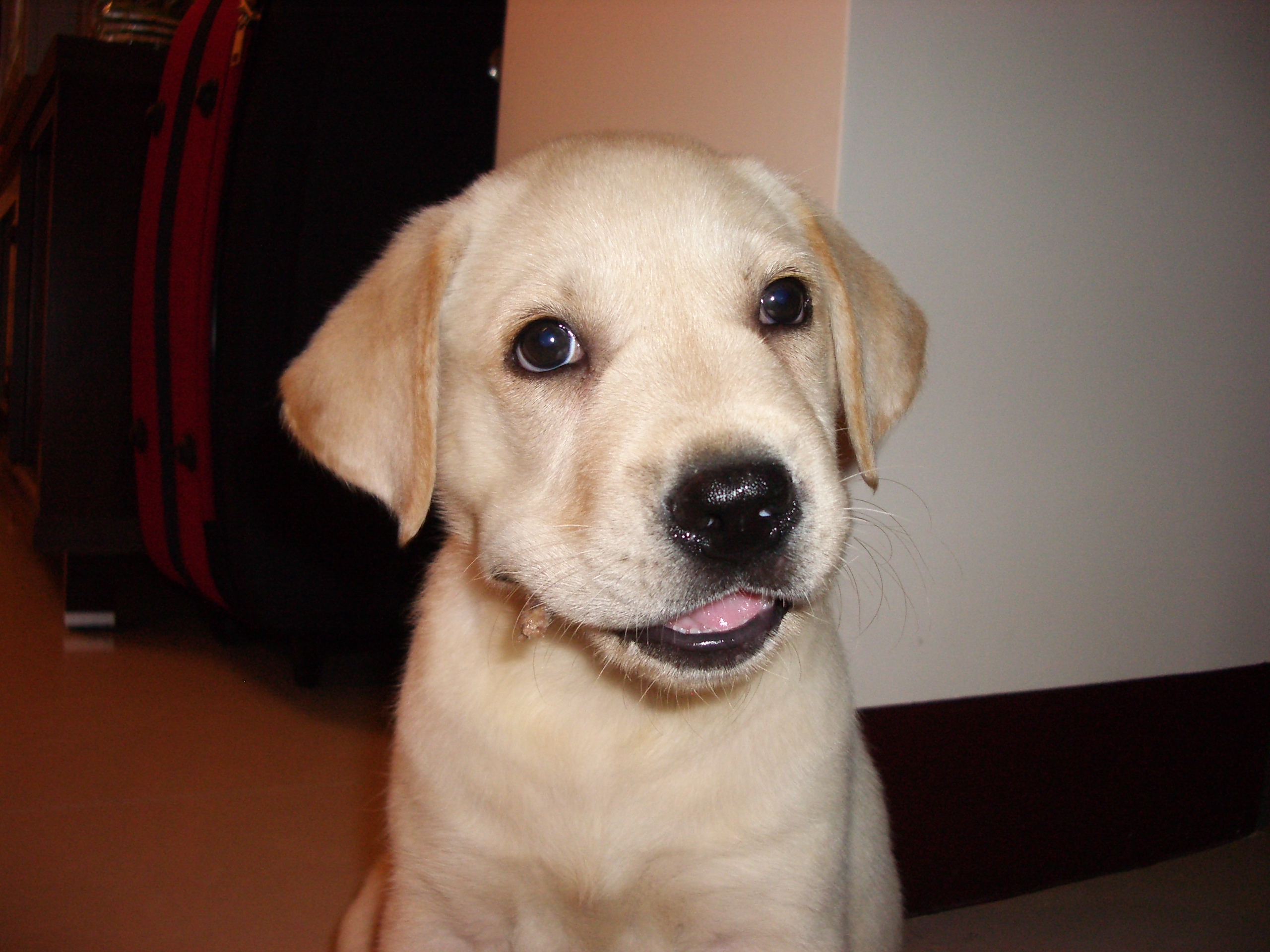
一隻白色拉布拉多幼犬

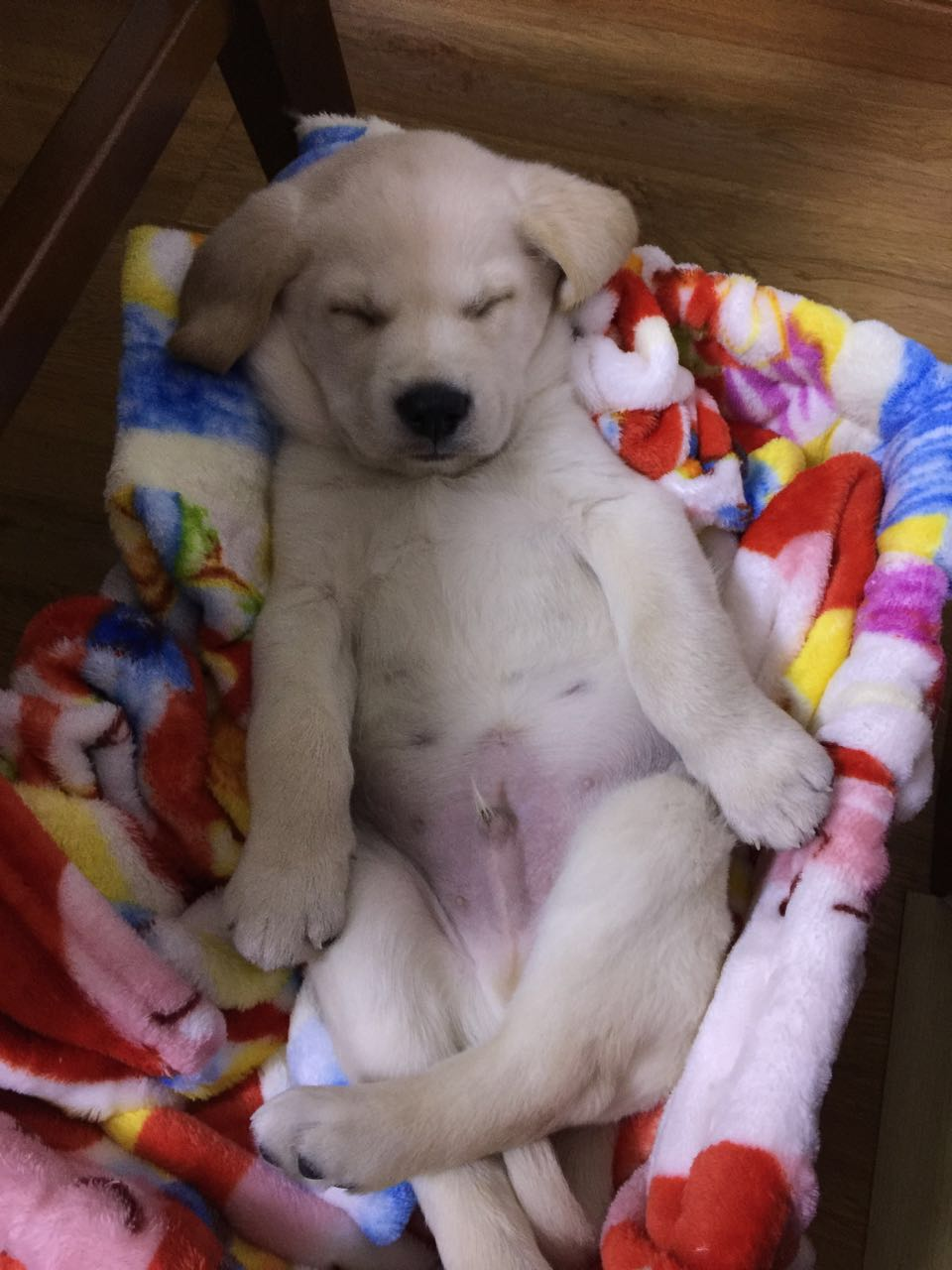
熟睡的拉布拉多幼犬

拉布拉多犬屬於中大型犬，身型大約55～62公分，體重大約在25～34公斤左右。公犬身高：22.5～24.5英吋，體重：65～80磅。母犬身高：21.5～23.5英吋，體重：55～70磅。像其他类型的犬一样，英系和美系的拉布拉多寻回犬有些许差异。跟美系的更大点的拉布拉多相比，英系是中等大小、更短、矮壮的。AKC没有作出区分，但两种分类来自于不同的血统。拉布拉多寻回犬也存在澳洲血系，在亚洲是很常见的，但在西方国家很少见到。
拉布拉多標準毛色有三種：黑色、米黃色、巧克力色。是由兩組基因控制，一組控制毛色有黑黃兩種，另一組控制鼻頭的顏色有黑色跟粉紅色，巧克力色是黑色基因跟粉紅色鼻頭基因的組合，黃色系拉布拉多則有兩種鼻頭顏色的可能，而黑色就是全深色的組合。
受祖先聖約翰水犬的基因影響，拉布拉多極善水性，正常情況下幾乎第一次下水就懂得游泳；此點亦體現在其特徵之上。其為短毛犬種，外層直且緊密，內層毛皮則柔軟且防水禦寒，以便利其出入加拿大的寒帶水域。和水獺一樣腳趾間有蹼，尾巴粗而有劲，可充當尾舵角色游泳時便利控制方向。
許多不熟悉猎犬的人发现拉布拉多犬和黃金獵犬在大小、形状、颜色上相近，尤其是年幼的和浅色的黃金獵犬和拉布拉多尋回犬特别相像。他们的个性是如此的相近，两个犬种都很聪明、友好、好于表扬和易于训练。最显著的不同是拉布拉多犬有短而直的皮毛、厚实的水獭尾，而黃金獵犬的皮毛长而呈波浪状、尾巴像大羽毛。

## 性情

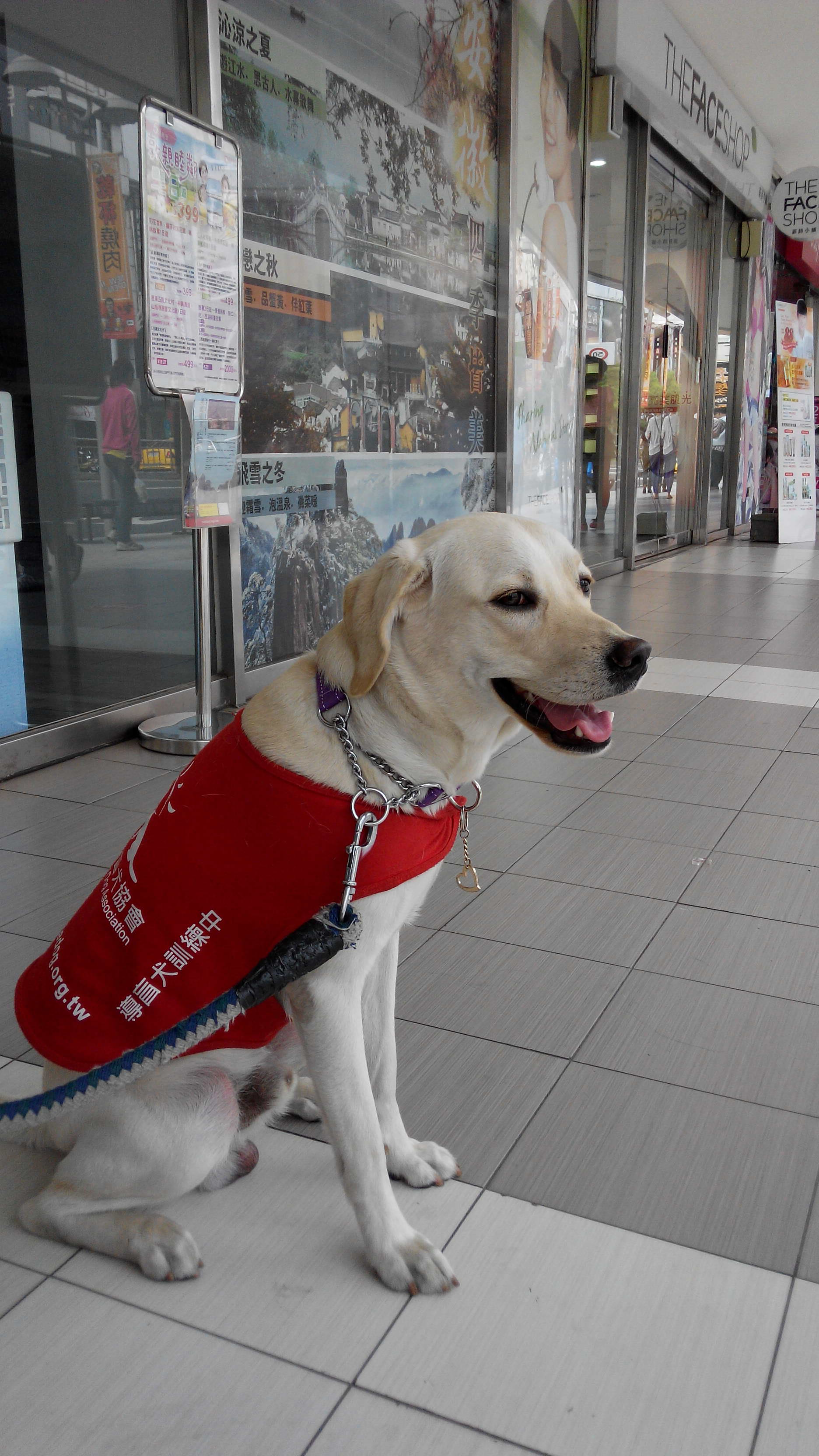
一隻訓練中名為JORDAN的導盲犬

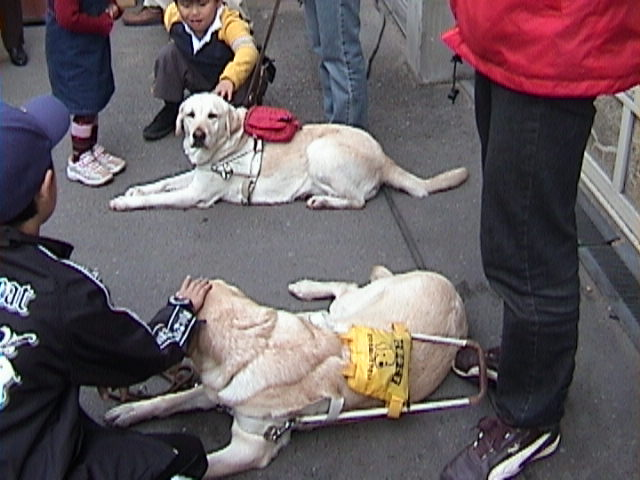
拉布拉多常用作导盲犬

拉布拉多是相当均衡和非常全面的一个品种，适用于许多功能同时也是很好的宠物。它们很容易被训练，是一个服从性高的犬种。它们是值得分享你的爱的忠实伙伴。它们是非常友好的狗，尤其是对待小孩子们。通常它们不具备出现在其他犬类中的麻烦特性，比如：占地盘、不安全、具攻击性、具破坏能力、不规则地敏感等。犬如其名，它们是出色的寻回犬。除此之外，它们本能地喜欢在嘴里以相当温顺和轻柔的方式叼着东西甚至是手掌和手臂。它们喜欢咀嚼东西（当然它们可以被训练成不这么做）。拉布拉多寻回犬的皮毛在一定程度上防水，因此它们能够被广泛地用于捕猎水鸟。
拉布拉多以成熟的品种和优秀的家庭伴侣犬（它们能与各个年龄层的小孩子们友好相处）而闻名，但一些血系（尤其是那些因它们的特殊技能被哺育的品种）的特征是速度特别得快，体格非常健壮。它们那种非常活泼好玩和无所畏惧的性格有时会导致伤害，这可能需要训练并牢固地牵引来保证它们不会挣脱人们的控制。大多数拉布拉多喜欢不断地捡回球和其他形式的活动（比如 或者 ），它们在相当程度上都是以食物和娱乐为导向的，它们相当的容易被訓練，并对新事物无偏见，精力高度集中于对人的注意和反应。受寻回犬的血统影响，几乎每一个拉布拉多都喜欢游泳或者在水里玩。
拉布拉多因具POMC基因缺陷故天生即較為貪吃，只要不被阻止它们会吃掉任何东西，并极其善于使人類餵食給牠。拉布拉多的主人必须小心控制进食量来避免肥胖和相关的健康问题。并且由于友善的性格，拉布拉多容易被陌生人随意投喂，饮食安全也需要主人多加关注。
拉布拉多稳定和善的性情和快速学习能力使得它们是工作犬的理想犬种，包括檢疫犬、緝毒犬、導盲犬、搜救犬等。

## 健康
拉布拉多平均壽命約10至15歲，病痛相對不多，基本上屬於非常健康、強壯且易飼養的犬種，但因其具POMC基因缺陷易發胖故需確保飲食健康及運動量充足，另外近親繁殖的純種犬亦較易產生遺傳缺陷。

### 髖骨不良症（CHD）
犬髖關節形成不良症是一種遺傳性病症，由於是多組基因導致的病症，至今確切基因與致病機制尚未完全被醫界找出。帶有致病基因的犬隻必定會發病，只是發病的時間跟症狀依後天的照顧而不一。犬隻三、四個月大時為診斷黃金期，即早發現可控制病情的惡化。否則在六、七個月大時，會出現更嚴重的症狀，例如走走停停、跛腳、翹腿、後腿外八等等。
診斷犬髖關節形成不良需要直接的觸診和X光檢查，早期診斷治療有助於減輕疼痛，適當的用藥並控制體重，可以有效控制病情。近年來開發出新技術PennHIP Distraction Technique，應用一種特殊設計的非侵入性器具來測定髖關節的鬆弛度，可早於犬隻四個月大時即可期檢查出其髖關節有否發病，診斷率高達90%以上；如此不僅提供繁殖者早期的篩檢，也可以早期提供飼主完整的資訊，而能以正確的方法來照顧患犬。

## 历史
拉布拉多被认为源自于纽芬兰岛，纽芬兰岛如今是加拿大紐芬蘭與拉布拉多省的一部分。
拉布拉多来自于圣·约翰水犬（已绝迹），这种狗是一种本地的水狗和纽芬兰狗的杂交，和拉布拉多的渊源颇深。Earl of Malmesbury和其他英格兰饲养主们为了把这种狗和纽芬兰犬区分开而将它们起名为“拉布拉多”。拉布拉多寻回犬最初叫做“小纽芬兰”或者“圣·约翰”犬。其他的名字起源包括有西班牙和葡萄牙语中的工人“拉布拉多瑞斯”，还包括葡萄牙的Castro Laboreiro村（他們的畜牧及守衛犬與拉布拉多非常相似。）
许多渔夫最初使用拉布拉多来协助拖网上岸，它能咬住飘浮的网边的软木并把网拖回岸上。
已知最早对拉布拉多的纸面记载是1814年的“给年轻运动员的指导”。1823年运动画家Edwin Landseer画了一只带白色斑纹的黑狗名为“考拉——一只拉布拉多母犬”。那时这个犬种似乎已经确定地被人们接受，19世纪末已经有一些贵族拥有或者饲养拉布拉多。第一只有记载的黄色拉布拉多叫Ben of Hyde，生于1899年。
现代的拉布拉多是最老的现代犬协中的品种。AKC的血系族谱可以追溯到1878年。倫敦犬業俱樂部在1903年认可了拉布拉多。1917年AKC登记第一只拉布拉多，许多英格兰的狗在二战后被引进，这些狗奠定了拉布拉多美国品种的基础。

## 文藝作品
- 日本作家石黑謙吾和攝影師秋元良平所著的攝影圖文作品《再見了，可魯》（盲導犬クイールの一生）即是講述一隻拉布拉多導盲犬的一生，該故事也被翻拍為同名電影與電視劇。
- 2007年韓國電影《伴我走天涯 1，2》，（人狗奇緣 ）
- 2008年美國电影《馬利與我》1、2
- 2010年日本電影《菜鳥警犬的夢想》、（警犬物語）
- 2010年中國電影 《一隻狗的大學時光》
- 2011年日本電影 《狗狗與你的故事》犬とあなたの物語 いぬのえいが
- 2011年韓國電影 《盲證》
- 2012年新加坡電影《我的狗蚪蚪》
- 2014年日本 MV ラブラドール・レトリバー   ( AKB48 )
- 2015年中國電影 《我是證人》
- 2015年中國電視劇《神犬小七》
- 2016年美國電影 毛小孩選邊站 ( Who Gets the Dog? (2016 film) )
- 2016年美國電影 寵物情人 ( Unleashed (2016 film) )
- 2016年中國電視劇 神犬小七 第一季、第二季
- 2017年中國電影 忠愛無言
- 2018年中國電影 小狗奶瓶
- 2019年香港電影 再見了！小Q
- 2021年中國電影 忠犬流浪記
- 2021年美國電影《 大紅狗克里弗 》Clifford the Big Red Dog
- 2022年印度電影 幸運狗狗來造訪 （777 Charlie）
- 2023年美國電影 迷途之犬
- 2023年中國電影 再見李可樂
- 2024年韓國電視劇 狗之聲

## 外部連結
俱乐部、协会和社团
- 拉布拉多寻回犬俱乐部 （页面存档备份，存于）
- 加拿大国家寻回犬俱乐部 （页面存档备份，存于）
- 拉布拉多犬(Labrador Retriever)

其他
- 亚洲动物基金项目-狗医生 （页面存档备份，存于）